# Duje Ajduković
Duje Ajduković (Split, 5. veljače 2001.) hrvatski je tenisač.  Njegov najbolji plasman u pojedinačnoj konkurenciji je 105. mjesto na ATP ljestvici, koje je postigao 9. rujna 2024. Također njegov najbolji plasman u parovima je 491. mjesto na ATP ljestvici, koje je postigao 8. studenog 2021. Ajduković je osvojio 2 ATP Challenger Tour naslova pojedinačno i 9 ITF naslova, 7 pojedinačno i 2 u parovima.

## Profesionalna karijera
Ajduković je debitirao u glavnom ždrijebu ATP-a na Croatia Openu u Umagu 2021. nakon što je dobio pozivnicu u glavnom ždrijebu pojedinačne konkurencije i parova.
U kolovozu 2023. Ajduković je osvojio svoj prvi ATP Challenger Tour turnir u njemačkom Lüdenscheidu nakon što je prošao kroz kvalifikacije, pobijedivši Huga Delliena u finalu u dva seta.